# Papyrus 95
Papyrus 95 (nach Gregory-Aland mit Sigel {\displaystyle {\mathfrak {P}}}95 bezeichnet) ist eine frühe griechische Abschrift des Neuen Testaments. Mittels Paläographie wurde sie auf das 3. Jahrhundert datiert.

## Beschreibung
Dieses Papyrusmanuskript des Johannesevangelium enthält nur die Verse 5,26–29. 36–38.

## Text
Der griechische Text des Kodex repräsentiert den Alexandrinischen Texttyp.

## Aufbewahrungsort
Die Handschrift wird zurzeit im Biblioteca Medicea Laurenziana (PL II/31) in Florenz aufbewahrt.

## Abbildungen
- Bilder von {\displaystyle {\mathfrak {P}}}95